# Rüdiger Weida

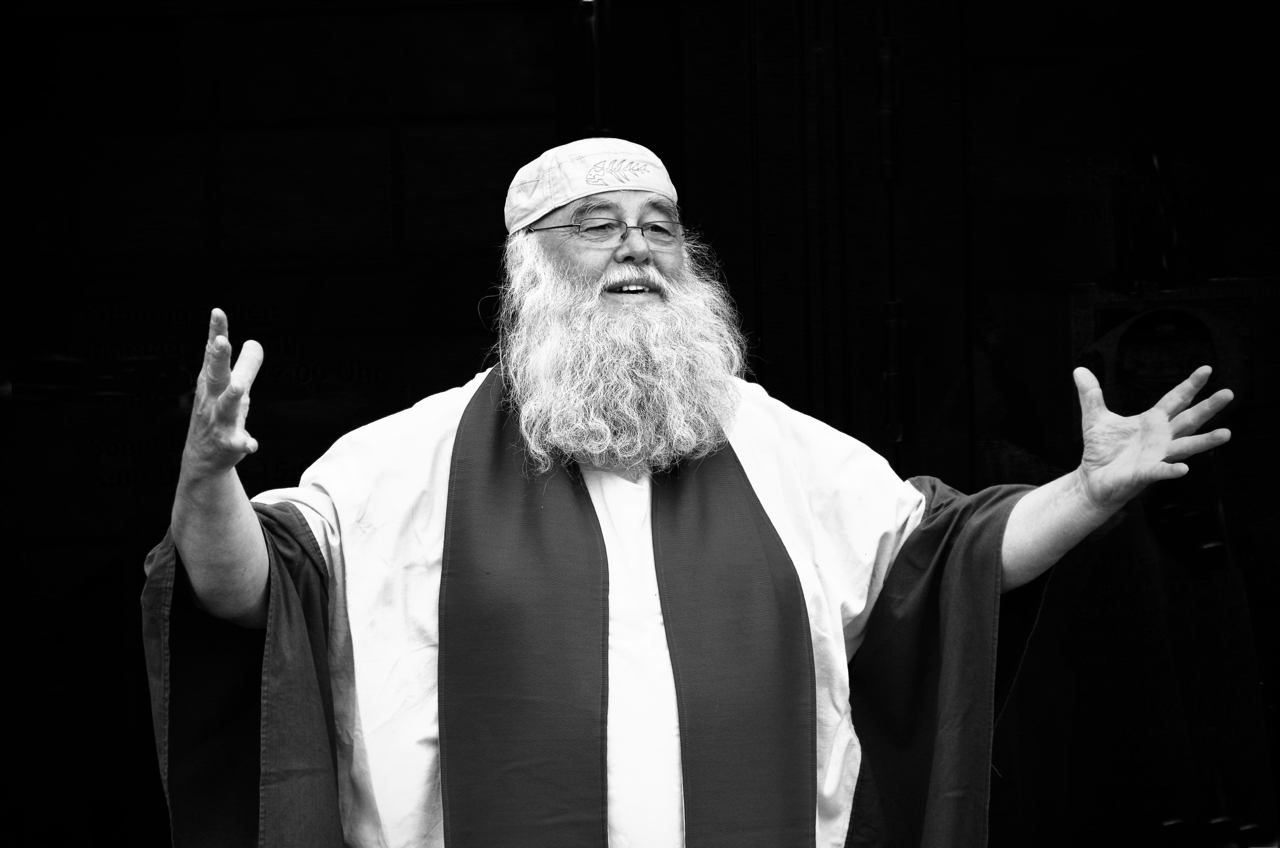
Rüdiger Weida (Bruder Spaghettus), 2019

Rüdiger Weida (auch Bruder Spaghettus, geboren 12. März 1951 in Sandersdorf) ist ein deutscher Satiriker, Aktionskünstler und Blogger. Er ist Mitbegründer und Ehrenvorsitzender der Kirche des Fliegenden Spaghettimonsters Deutschland, deren Vorsitzender er bis 2021 war. Im Jahr 2025 trat er aus dem bestehenden Verein aus und begründete unter dem Namen Kirche des Fliegenden Spaghettimonsters 1.0 eine Alternativbewegung. Er lebt in Templin.

## Leben
Weida studierte von 1970 bis 1972 Informationselektronik an der Ingenieurhochschule Dresden. Nach einer zum Hochschulfasching gehaltenen Büttenrede im Jahr 1972, die als Verleumdung der SED ausgelegt wurde, erhielt er das Verbot, weiterhin Räume der Schule zu betreten und Schulveranstaltungen zu besuchen.
Danach arbeitete er als Arbeitsvorbereiter, Ausstellungsleiter der Wanderausstellung des Deutschen Hygiene-Museums, Heizer, Elektriker und nach der Wende als Bürgermeister und Rechtsanwaltsgehilfe. Nach der Geburt seines Sohnes Wolf im Jahr 1983 und der folgenden Eheschließung mit Cornelia Weida 1985, verließ er Dresden und zog mit seiner Familie 1988 auf einen Hof in der Uckermark.
1993 gründete er den Verein „Kids Company“, einen Träger der freien Jugendhilfe und absolvierte von 1995 bis 1998 ein berufsbegleitendes Erzieherstudium an der Fachschule für Sozialwesen Templin. Von 1993 an bis 2009 war er als Sozialarbeiter in der mobilen Jugendarbeit tätig.
Neben seinem politischen Engagement ist Rüdiger Weida im Bereich Fotografie künstlerisch tätig. Arbeiten von ihm waren mehrfach Teil von Gruppenausstellungen in Gandenitz im Naturfärbeatelier und in den Jahren 2014, 2016 und 2019 in Templin im Neuen Rathaus in der Galerie des Kunstvereins. Einzelausstellungen zeigten Weidas Fotografien im Jahr 2016 in Dresden im Club Passage und in Rieck in der Kunstscheune. 2018 belegte er den ersten Platz beim Fotowettbewerb des Nordkuriers.

## Politisches Engagement
Weida interessierte sich ab Mitte der 1970er Jahre zunehmend für Politik und gehörte zum Kreis um Manfred Rinke, genannt Kiste, in dem sich unangepasste und andersdenkende Dresdner trafen. Von dort aus bekam er auch Kontakt zur aktiven Jenaer Szene, die er mehrmals besuchte und die seine Anschauungen mitprägte.
Bei der Einführung des Faches Wehrkunde in der DDR sprühte Weida an Schulen in Dresden Losungen wie „Militär raus“ und „Stoppt Wehrkunde“. Das vertraute er Rinke an, der später als bestbezahlter Stasispitzel der DDR enttarnt wurde. Die Folge war ein operativer Vorgang der Staatssicherheit mit dem Ziel, die Gruppierung um Weida zu zerstören und ihn zu vereinzeln. Die von ihm durchgeführten Hausabende wurden abgehört, die Besucher fotografiert und beim Verlassen verfolgt, um die Namen feststellen zu können. Gleichzeitig wurden elf Inoffizielle Mitarbeiter gegen ihn eingesetzt.
In den Jahren 1979/80 besuchte Weida immer häufiger die Weinbergskirche mit dem damaligen Jugendpfarrer Christoph Wonneberger (später Pfarrer der Montagsgebete in der Nikolaikirche (Leipzig)). Er beteiligte sich aktiv an der Friedensbewegung Schwerter zu Pflugscharen und erregte dadurch erneut die Aufmerksamkeit der Staatssicherheit, die einen weiteren Operativen Vorgang einleitete. Letztendlich wurde 1983 im Bericht festgestellt, dass das Ziel, Weida zu vereinzeln und die Gruppierung um ihn zu zerstören, erreicht wurde.
Im Rahmen dieser Maßnahmen gegen ihn wurde Weida im Auftrag des MfS auch aus einem Amateurkabarett ausgeschlossen. Danach begann er, im Studentenclub Bärenzwinger in Dresden, dessen Mitglied er seit etwa 1977 war, Faschingsprogramme aufzuführen, die er zum Großteil selbst verfasste, die Regie führte und anfänglich auch noch eine Hauptrolle spielte. Obwohl die Programme eingereicht und später sogar vor FDJ- und Parteileitung der Universität auf der Bühne abgenommen werden mussten, gelang es immer, starke politische Aussagen unterzubringen. Die Programme wurden Kult und Weida ab 1984 Ehrenmitglied des Studentenclubs.

## Kirche des Fliegenden Spaghettimonsters Deutschland
Am 2. Dezember 2005 eröffnete Rüdiger Weida die Gemeinde Uckermark der Kirche des Fliegenden Spaghettimonsters. Gemeinsam mit den Gemeinden Barnim und Berlin gründete er am 16. September 2006 in Templin die Kirche des Fliegenden Spaghettimonsters Berlin-Brandenburg, aus der nach der deutschlandweiten Öffnung die Kirche des Fliegenden Spaghettimonsters Deutschland wurde. Er stand dem Verein von 2006 bis 2021 als Vorsitzender vor und wurde 2021 zum Ehrenvorsitzenden ernannt.
Im August 2011 erreichte Weida überregionale Bekanntheit, als ihm als erstem Pastafari ein Passfoto mit Kopfbedeckung auf dem Führerschein aus religiösen Gründen genehmigt wurde. Auf dem Personalausweis wurde ihm ein solches Foto jedoch verwehrt. Er klagte gegen diese Entscheidung bis zum Bundesverfassungsgericht und kündigte an, seine Rechte bis zum Europäischen Gerichtshof verfolgen zu wollen. Im Juni 2019 wurde sein bisheriges Pseudonym Bruder Spaghettus durch Eintrag auf seinem Ausweis offiziell in der Rubrik Ordens- oder Künstlername anerkannt.
Im August 2014 weihte Rüdiger Weida in Templin die erste pastafarianische Kirche der Welt ein, in der, meist von ihm, regelmäßig freitags Nudelmessen gehalten werden. Internationale Schlagzeilen machte er im selben Jahr, als er diese mit Hinweisschildern am Ortseingang Templins ankündigen ließ. Dies sorgte bei den Vertretern der übrigen Kirchen für Empörung. Die Hinweisschilder wurde entfernt und hängt nun an einem Mast der Stadt Templin.
Im Jahr 2013 veröffentlichte er eine CD unter dem Titel Wir singen dem Monster ein Lied – Das Pastafarijahr, die Vereinsmitglieder bei Kirchenbeitritt erhalten oder kostenlos an Interessenten ausgegeben wird. Weida schrieb für jeden pastafarianischen Feiertag einen Text und suchte sich via Facebook Musiker, die aus diesen Texten Lieder komponierten und einspielten.
Weida war darüber hinaus einer der Protagonisten im 2019 erschienenen Dokumentarfilm I, Pastafari des US-amerikanischen Filmemachers Michael Arthur, der im Rahmen des Internationalen Dokumentarfilmfestivals München im Mai 2020 seine Deutschlandpremiere feierte. Der ebenfalls in den USA beheimatete Filmemacher Alex Alford veröffentlichte im Jahr 2023 eine Kurzdokumentation über Rüdiger Weida unter dem Titel The Man and the Monster.
Weidas Frau (unter dem Namen Elli Spirelli) und sein Sohn (unter dem Namen Cpt. Nodus) sind ebenfalls sind ebenfalls Pastafari.
Wegen Differenzen zur inhaltlichen Entwicklung des Vereins trat Bruder Spaghettus im Jahr 2025 zusammen mit der Schatzmeisterin und weiteren Mitgliedern aus dem Verein KdFSMD e. V. aus und gründete die Kirche des Fliegenden Spaghettimonsters 1.0.

## Preise und Auszeichnungen
Im Jahr 2014 ernannte die Italienische pastafarianische Kirche, die Chiesa Pastafariana Italiana durch Bischof von Brixen im Namen des Konklaves der Chiesa Rüdiger Weida zum Ordensführer und Feldherrn der bissfesten Lochnudel vom Schutzorden des saftigen Glaubens.
Im Jahr 2019 wurde Weida auf einer Faschingsveranstaltung in Radeberg, im Ortsteil Großerkmannsdorf, für sein Lebenswerk ausgezeichnet. Der Preis bestand aus einer Flasche Sekt und einem Paket Spaghetti.

## Mitgliedschaften
Rüdiger Weida gehört zu den Gründungsmitgliedern der Grünen Partei Templin Ende 1989 und war deren Delegierter beim Gründungsparteitag der Grünen Partei in der DDR am 9. Februar 1990. Er trat 1994 aus der Partei aus.
Er war von 1990 bis 1993 Mitglied des Jugendhilfeausschusses für die Grünen im damaligen Kreis Templin, der in den Kreis Uckermark aufging, war von 1995 bis 2000 erneut Mitglied des Jugendhilfeausschusses im Kreis Uckermark, diesmal für den Kreisjugendring und Vorsitzender des Kreisjugendringes von 1997 bis 2001 sowie für zwei Amtsperioden Schöffe am Jugendschöffengericht des Amtsgerichts Prenzlau und eine Amtsperiode beim Landgericht Neuruppin.
Weida ist darüber hinaus dank seines Engagements für die Kirche des Fliegenden Spaghettimonsters Deutschland seit Dezember 2016 Ehrenmitglied der Kirche des Fliegenden Spaghettimonsters von Trinidad und Tobago und seit Februar 2019 auch der russischen Kirche des Fliegenden Spaghettimonsters.
Darüber hinaus ist Rüdiger Weida aufgrund seiner langjährigen Beschäftigung mit fotokünstlerischen Arbeiten Mitglied im Kunstverein Templin.

## Veröffentlichungen
- Wir singen dem Monster ein Lied – Das Pastafarijahr. (CD, 2013).
- Ausstellungskatalog Fotogruppe des Kunstvereins Templin (Hrsg.): Handschriften. Kunstverein Templin 2016.
- „Du sollst keine anderen Götter haben neben mir“ ... und schon gar nicht am gleichen Mast. In: Rolf Heinrich (Hrsg.): Kreuzschmerzen adieu! Kirchenkritische Karikaturen und Texte. Alibri Verlag, Aschaffenburg 2023, ISBN 978-3-86569-386-0, S. 120–123.

## Filme
- 2019: I, Pastafari, Regie: Michael Arthur
- 2023: The Man and the Monster, Regie: Alex Alford